# Abdoul Koné
Abdoul Koné (Neuilly-sur-Seine, 22 aprile 2005) è un calciatore francese, difensore dello Stade Reims.

## Caratteristiche tecniche
È un terzino destro.

## Carriera

### Club
Ha iniziato a giocare a calcio nell'ES Colombienne, per poi passare al  Boulogne-Billancourt nel 2017, al RC France nel 2020 ed al Paris FC l'anno successivo.
Nel 2023 è stato acquistato dallo Stade Reims che lo ha assegnato alla propria squadra riserve, militante nella quinta divisione francese . Ha debuttato in prima squadra il 10 maggio 2024 nell'incontro di Ligue 1 pareggiato 1-1 contro il Brest. Due settimane più tardi ha firmato il suo primo contratto professionstico.

### Nazionale
Ha giocato con la nazionale francese Under-20.

## Statistiche

### Presenze e reti nei club
Statistiche aggiornate al 29 marzo 2025.
| Stagione             | Squadra              | Campionato           | Campionato | Campionato | Coppe nazionali | Coppe nazionali | Coppe nazionali | Coppe continentali | Coppe continentali | Coppe continentali | Altre coppe | Altre coppe | Altre coppe | Totale | Totale | Totale |
| Stagione             | Squadra              | Comp                 | Pres       | Reti       | Comp            | Pres            | Reti            | Comp               | Pres               | Reti               | Comp        | Pres        | Reti        | Pres   | Reti   |        |
| -------------------- | -------------------- | -------------------- | ---------- | ---------- | --------------- | --------------- | --------------- | ------------------ | ------------------ | ------------------ | ----------- | ----------- | ----------- | ------ | ------ | ------ |
| 2023-2024            | Stade Reims 2        | N3                   | 10         | 0          | -               | -               | -               | -                  | -                  | -                  | -           | -           | -           | 10     | 0      |        |
| 2024-2025            | Stade Reims 2        | N3                   | 2          | 0          | -               | -               | -               | -                  | -                  | -                  | -           | -           | -           | 2      | 0      |        |
| Totale Stade Reims 2 | Totale Stade Reims 2 | Totale Stade Reims 2 | 12         | 0          |                 | -               | -               |                    | -                  | -                  |             | -           | -           | 12     | 0      |        |
| 2023-2024            | Stade Reims          | L1                   | 3          | 0          | CF              | 0               | 0               | -                  | -                  | -                  | -           | -           | -           | 3      | 0      |        |
| 2024-2025            | Stade Reims          | L1                   | 4          | 0          | CF              | 0               | 0               | -                  | -                  | -                  | -           | -           | -           | 4      | 0      |        |
| Totale Stade Reims   | Totale Stade Reims   | Totale Stade Reims   | 7          | 0          |                 | 0               | 0               |                    | -                  | -                  |             | -           | -           | 7      | 0      |        |
| Totale carriera      | Totale carriera      | Totale carriera      | 19         | 0          |                 | 0               | 0               |                    | -                  | -                  |             | -           | -           | 19     | 0      |        |